# Kitano Mina
Kitano Mina (北野 未奈 (Bắc-Dã Vị-Nại) 20 tháng 5 năm 2000 –) là một nữ diễn viên khiêu dâm người Nhật Bản. Cô thuộc về công ti LIGHT.

## Sự nghiệp
Cô ra mắt ngành phim khiêu dâm vào tháng 4/2021 với phim "Nữ vương nhỏ 20 tuổi! Nữ chiêu đãi viên H Cup của Ginza NO.1 (một câu lạc bộ sang trọng nổi tiếng) và một hợp đồng phim khiêu dâm lớn ra mắt ngành Kitano Mina" (弱冠20歳! 銀座NO.1（某有名高級クラブ）Hカップホステスと大型契約 AVデビュー 北野未奈) (E-BODY) với sự hỗ trợ của nữ chiêu đãi viên tốt nhất Ginza. Khẩu hiệu của cô là "Vẻ đẹp và phong cách tuyệt vời nhất khiến đàn ông say đắm". Cô thuộc về công ti LIGHT.
Tháng 9/2021, cô được chỉ định làm nữ diễn viên đại diện cho chiến dịch Triple HAPPY 2021 của FANZA.
Tháng 9/2021, cô xếp thứ nhất trên sàn mua bán video qua đường bưu điện và bảng xếp hạng nữ diễn viên khiêu dâm FANZA. Tháng 12 cùng năm, cô nhận giải Nữ diễn viên mới xuất sắc nhất tại Giải thưởng Pre-Adult hàng tuần 2021.
Tháng 2/2022, cô được chỉ định làm nữ diễn viên đại diện cho chiến dịch Sexy Sweets 2022 của FANZA.
Tháng 5/2022, cô thông báo bản thân sẽ trở thành nữ diễn viên kiểu W (ngực lớn) độc quyền cho Honnaka và Fitch. Cô xếp thứ 3 trong bảng xếp hạng nữ diễn viên khiêu dâm nửa đầu năm 2022 của FANZA.

## Đời tư
Nam diễn viên khiêu dâm Moribayashi Gento nói rằng "Mặc dù cô là một người phụ nữ đẹp với nhiều pheromone, sự hấp dẫn của cô đến từ vẻ ngây thơ". Cô được nói rằng là có "núm vú hồng nhạt đẹp" và "có tình yêu giống một người mẹ".
Samejima Kensuke, một nam diễn viên khác, nói rằng "Lúc đó là tôi trò chuyện với Kitano (lần đầu tiên). Cô nói cảm ơn vì thời gian tôi đã dành ra hôm đó, và đó là lần đầu tôi nhận được một lời chào hỏi lịch sự như thế".
Kĩ năng đặc biệt của cô là tư thế spider cowgirl (tư thế 90 độ kiểu nhện).
Là một người chuyên quan hệ, cô thích dùng các hành động bạo lực, nhưng tính cách bên trong của cô là M (sầu muộn, và cô nói rằng cô luôn nghĩ "Tôi xin lỗi vì..." trên thực tế. Cô gọi kiểu suy nghĩ này là "SEX xin lỗi". Mục tiêu của cô là đóng phim chất lượng tốt hơn phim ra mắt ngành của cô.
Ishihara Nozomi, người cùng công ti chủ quản của cô gọi cô là "Kitano". Ishihara nói rằng "Cô ấy giỏi làm rất nhiều thứ".